# T
T، یا t (نام فرانسوی: ته، نام انگلیسی: تی)، بیستمین حرف از حروف الفبای لاتین است. در پارسی T برای ت به کار می‌رود.

## کاربرد

### در نگارش فارسی
این حرف معادل حرف / ت و ط / در الفبای فارسی می‌باشد.

### در فیزیک
در فیزیک T بزرگ کمیت دما و t کوچک کمیت زمان است.

## نگارخانه

نشان‌واره شرکت تسلا موتورز
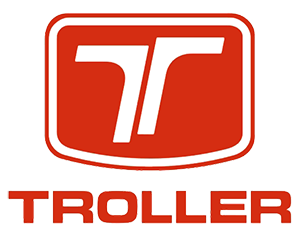
نشان‌واره شرکت ترولر